# Ирбейский сельсовет
Ирбейский сельсовет — сельское поселение в Ирбейском районе Красноярского края.
Административный центр — село Ирбейское.
В 1989 году из Ирбейского сельсовета выделен Изумрудновский сельсовет.

## Население
| 2010 | 2012  | 2013  | 2014  | 2015  | 2016  | 2017  |
| ---- | ----- | ----- | ----- | ----- | ----- | ----- |
| 5019 | ↘4977 | ↘4924 | ↗4934 | ↗4991 | ↘4985 | ↗5010 |

## Состав сельского поселения
В состав сельского поселения входят 2 населённых пункта:
| № | Населённый пункт | Тип населённого пункта       | Население |
| - | ---------------- | ---------------------------- | --------- |
| 1 | Ирбейское        | село, административный центр | ↘4687     |
| 2 | Первое Мая       | деревня                      | 332       |

## Местное самоуправление
Ирбейский сельский Совет депутатов
Дата избрания: 07.04.2013. Срок полномочий: 5 лет. Количество депутатов: 10
Глава муниципального образования
- Белоконь Надежда Анатольевна. Дата избрания: 06.08.2018. Срок полномочий: 5 лет